# 벌거숭이궁둥이주머니박쥐
벌거숭이궁둥이주머니박쥐 또는 주머니무덤박쥐(Saccolaimus saccolaimus)는 대꼬리박쥐과에 속하는 박쥐의 일종이다. 오스트레일리아와 방글라데시, 인도, 인도네시아, 말레이시아, 파푸아뉴기니, 필리핀, 솔로몬 제도, 스리랑카, 타이에서 발견되며, 미얀마에서도 서식하는 것으로 추정된다.

## 특징
몸길이는 8~9cm이다. 전완장은 7cm이고 날개 폭은 45cm이다. 벌거숭이궁둥이주머니박쥐(S. saccolaimus 또는 T. saccolaimus, Payne et al., 1985)는 상체 쪽은 진한 불그스레한 갈색 또는 검은빛 갈색을 띠며, 흰 반점이 불규칙적으로 나타난다. 하체는 보통 흰색이지만, 하나의 색깔에서 어두운 갈색으로 변할 수 있다. 날개주머니, 즉 잘 발달한 요골-중수골 주머니가 없다.